# Efeito fotomagnético
O efeito fotomagnético é um efeito quântico teórico descoberto pelos pesquisadores Samuel L. Oliveira e Stephen C. Rand na Universidade de Michigan 2007–2011. Os pesquisadores descobriram uma poderosa interação magnética entre o campo magnético dinâmico dos fótons e o momento magnético de certos átomos de materiais isoladores que é 100 milhões de vezes mais forte do que anteriormente previsto. Sob as circunstâncias adequadas, o efeito dos campos magnéticos dos fótons é tão forte quanto o seu campo elétrico, como em células solares.
A descoberta é uma surpresa, porque não é fácil derivar o forte efeito magnético das equações físicas e, portanto, indicar que esse efeito da mecânica quântica seria suficientemente significante. Por isso, o efeito fotomagnético foi negligenciado por mais de 100 anos.
Os pesquisadores calcularam teoricamente que luz incoerente, como a luz solar, é quase tão eficiente quanto a luz laser para ser convertida pelo efeito fotomagnético.
A intensidade luminosa deve ser de 10 milhões de watts por centímetro quadrado, mas os pesquisadores buscarão novos materiais fotomagnéticos que possam trabalhar com intensidades mais baixas.